# Gilbert Leigh
Gilbert Henry Chandos Leigh (1er septembre 1851 - 15 septembre 1884) est un homme politique du Parti libéral britannique.

## Biographie
Leigh est le fils aîné et héritier présomptif de William Leigh (2e baron Leigh), et de Caroline Amelia Grosvenor, fille de Richard Grosvenor (2e marquis de Westminster). Il fait ses études au Harrow et au Magdalene College, à Cambridge.
Il entre au Parlement pour Warwickshire South lors des élections générales de 1880, un siège qu'il occupe jusqu'à sa mort quatre ans plus tard. Il est également lieutenant adjoint et juge de paix pour le Warwickshire.
Leigh est mort dans un accident de chasse lors d'une expédition de tir dans les montagnes Big Horn, Wyoming, États-Unis, en septembre 1884, à l'âge de 33 ans (son corps devant être récupéré au fond d'un canyon) avant son père de 21 ans. Il est célibataire et sans enfant. Son frère cadet Francis accède plus tard à la baronnie.